# General (lokomotiva)
General je parní lokomotiva s uspořádáním náprav 4-4-0, 2'B dle UIC. Tato lokomotiva hrála významnou roli v epizodě americké občanské války, která vstoupila do dějin jako Velká lokomotivní honička. Lokomotiva je v současné době vystavena jako neprovozuschopná v Southern Museum of Civil War and Locomotive History (Jižanské muzeum občanské války a lokomotivní historie) v Kennesaw v Georgii a je zapsána na seznamu národních památek USA.

## Předválečné období
Lokomotivu vyrobila v prosinci roku 1855 firma Rogers, Ketchum & Grosvenor v Patersonu, New Jersey, pro Western and Atlantic Railroad of the State of Georgia, později Western and Atlantic Railroad Company.General sloužil v nákladní i osobní dopravě na trase Atlanta–Chattanooga.

## Občanská válka
Za občanské války vešla tato lokomotiva ve známost díky epizodě, která vešla do dějin jako Velká lokomotivní honička. 12. dubna 1862 byl General unesen seveřany vedenými J. J. Andrewsem. Únos se udál ve stanici Big Shanty (nyní Kennesaw, Georgie). Průvodčí uneseného vlaku William Allen Fuller vedl pronásledování únosců, které skončilo severně od městečka Ringgold, kde únosci zanechali lokomotivu a rozprchli se do lesů, protože jim došlo dříví a voda a nebyli schopni pokračovat v jízdě. Pronásledovatelé využívali různá vozidla i lokomotivy, nejdelší úsek absolvovali s lokomotivou Texas, se kterou pak odtáhli Generala do Atlanty.
Později General těsně unikl zničení, když generál John Bell Hood 1. září 1864 opouštěl Atlantu a nařídil zničit vojenský sklad. General byl naveden do vozů s municí a s lokomotivou Missouri, aby je vojska Unie nemohla používat.

## Poválečné období
Stroj se dočkal konce války pravděpodobně v takovém stavu, v jakém byl v Atlantě zanechán. Unie měla k dispozici dostatek nových nebo téměř nových lokomotiv, takže nebyla potřeba poškozené stroje opravovat.
Po válce byl General opraven a dále sloužil společnosti Western and Atlantic. V 70. letech 19. století byl celkově modernizován, dostal nový pluh (chytač krav), uhelný kotel a další části. Počet dómů byl ze tří snížen na dva a trychtýřový komín typu Radley-Hunter byl nahrazen baňatým. Tím se vzhled lokomotivy zásadně změnil.
Před válkou společnosti na jihu označovaly své lokomotivy obvykle pouze jmény. Teprve po válce dostal General číslo 39, protože byl 39. lokomotivou, kterou W&A získala. Jak se postupně obměňoval vozidlový park, vyvstala v roce 1880 potřeba přečíslování. Jako 3. nejstarší stroj dostal General číslo 3, které mu zůstalo až do dnešních dnů.
V roce 1886 byla lokomotiva přerozchodována z 1524 na 1435 mm.
V polovině 80. letech začala stavba Atlanta and Florida Railroad. Poté, co si W&A pořídila několik moderních lokomotiv, pronajala přebytečné stroje na stavbu zmíněné železnice. Mezi nimi v letech 1887 – 1888 i lokomotivu General.

## Odstavení a další osud

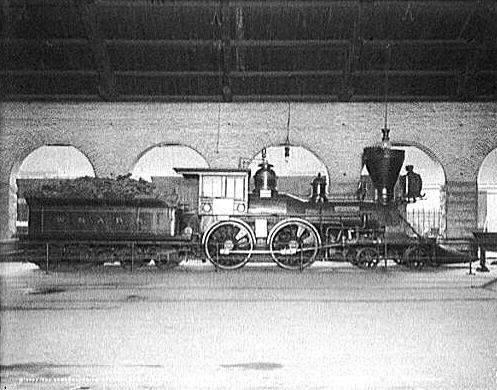
General roku 1907 v depu v Chattanooze

General byl vyřazen v roce 1891 a odstaven ve stanici Vinings, kde čekal na svůj konec. Teprve o rok později jej tam objevil E. Warren Clark, profesionální fotograf, a oslovil Johna W. Thomase, prezidenta Nashville, Chattanooga and St. Louis Railway (která v roce 1890 vyhrála soutěž na pronájem Western and Atlantic Railroad of the State of Georgia), s nápadem restaurování Generala pro světovou výstavu v Chicagu (World's Columbian Exposition) v roce 1893. Thomas návrh přijal a General brzy putoval do dílen NC&StL v západním Nashvillu. Tehdy dostal stroj původní komín typu Radley-Hunter a vytápění bylo změněno na vytápění dřívím. To však způsobovalo problémy, takže vytápění bylo opět změněno na uhelné, avšak nový komín byl vnějším tvarem přizpůsoben tak, aby vzhledem připomínal původní, trychtýřový komín.
Ačkoliv vystavení Generala bylo nákladné a Warrena Clarka zcela vyčerpalo, zajistil tím jeho uchování. V roce 1901 byl General umístěn a zpřístupněn v Chattanooze v Union Depot. Tam zůstal téměř 50 let, s výjimkou krátkodobých výstav na různých místech (1927 Baltimore, 1933 Chicago, 1939 New York a konečně 1948 opět Chicago).
V roce 1959 Nashville, Chattanooga and St. Louis, tenkrát již součást Louisville and Nashville Railroad, vytáhla Generala z chattanoogského depa a začala jej pro oslavy 100. výročí občanské války opravovat do provozuschopného stavu. General dostal tlakovou brzdu, samočinné spřáhlo (pouze na tendr) a vytápění bylo změněno na olejové. V 60. letech pak společně s kombinovaným vozem L&N č. 665 projel vlastní silou mnoho míst ve Spojených státech.

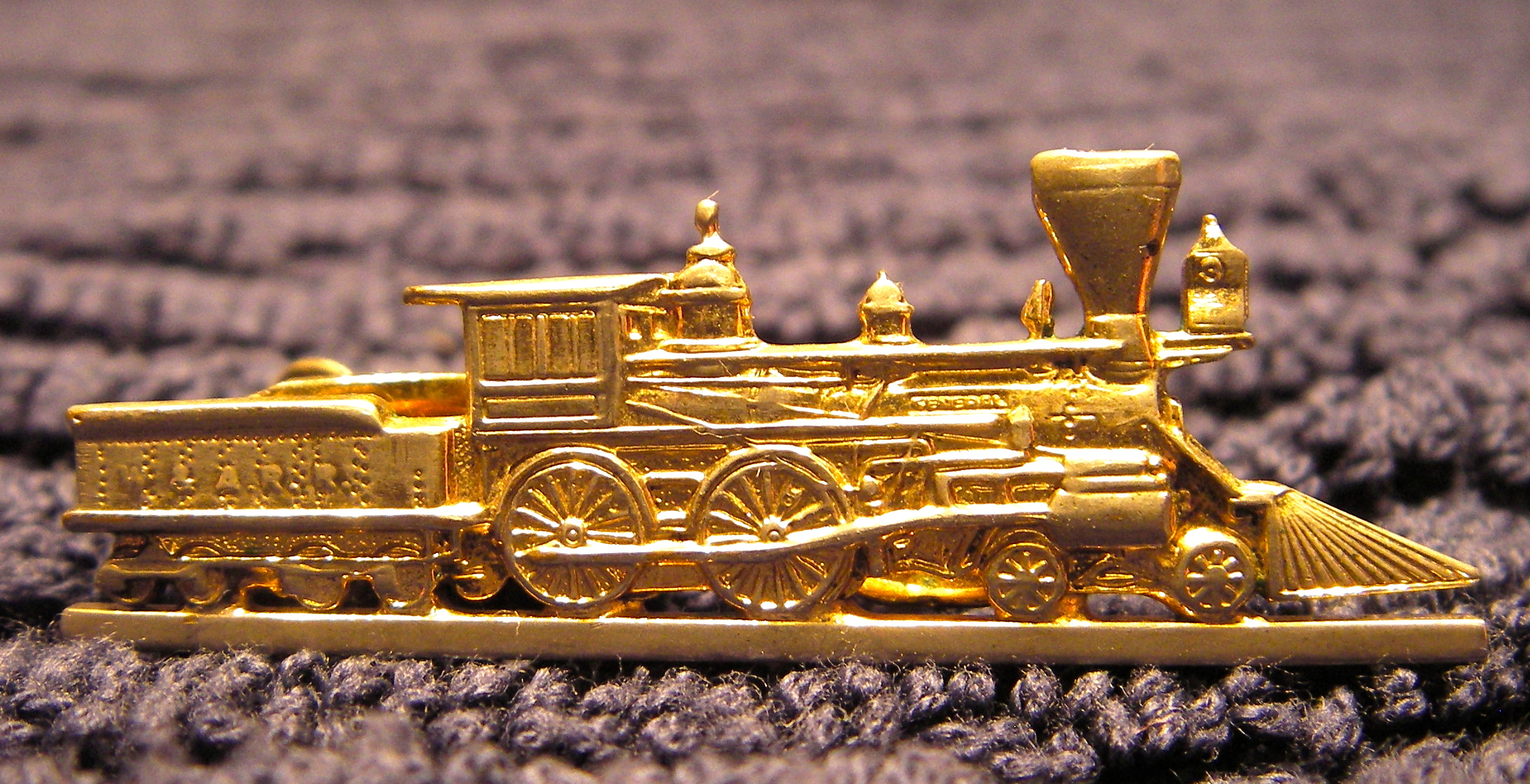
Spona na kravatu, kterou nechala L&N vyrobit při příležitosti výročí

## Boj o opatrovnictví
Již od 30. let se objevovaly různé úvahy, kde by mohl být General lépe umístěn – v podzemní dráze v Atlantě, v památníku v Kennesawských horách, v památníku ve Stone Mountain nebo místo lokomotivy Texas v atlantské Cycloramě. Dokonce město Paterson, kde byla lokomotiva vyrobena, projevilo zájem, protože nemělo žádný stroj z tamější produkce, který by mohlo vystavit. Žádný z těchto návrhů se nakonec neuskutečnil.
V polovině 60. let začal stát Georgia vyvíjet silný tlak na Chattanoogu, aby mu Generala přenechala. V roce 1967 požadovalo město Kennesaw zapůjčení lokomotivy a provedení jízd během finanční sbírky. General již byl na cestě, když mu v další jízdě zabránila skupina občanů Chattanoogy v čele se starostou. Tvrdili, že lokomotiva patří k jejich městu a že soud rozhodne ve sporu s L&N o jejím opatrovnictví v jejich prospěch.
Tím začal zdlouhavý proces, který se dostal až k Nejvyššímu soudu, který v roce 1970 rozhodl ve prospěch L&N. Po celou dobu nebyl General veřejně vystavován, s výjimkou jednoho víkendu v listopadu 1971, kdy byl vystaven v Louisville na nádraží Union Station spolu s nejnovější motorovou lokomotivou č. 1776.

## Současnost
Poté, co L&N vyhrála spor o opatrovnictví, odvezla stroj do Atlanty, a to přes Knoxville a Cartersville, aby se vyhnula Chattanooze. V únoru 1972 představil prezident L&N Kendall lokomotivu guvernérovi státu Georgia a pozdějšímu prezidentovi Jimmymu Carterovi. Po slavnosti byl General přepraven do připraveného muzea a 12. dubna 1972 bylo muzeum v Big Shanty otevřeno. Zde je General k vidění dosud.

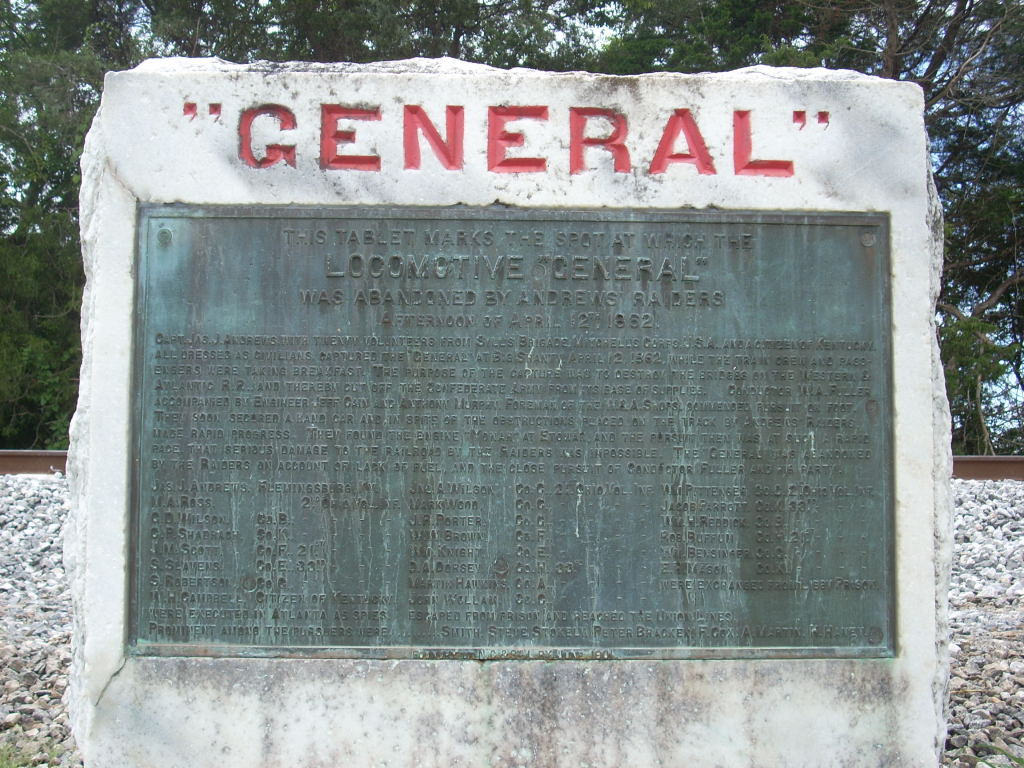
Pomník Generala poblíž Ringgoldu, Georgia